# Machsches Prinzip
Das machsche Prinzip ist ein nach Ernst Mach benanntes physikalisches Prinzip, mit dem er die Begründung der Existenz eines absoluten Raumes durch Isaac Newton in dessen Eimer-Experiment kritisierte. Nach dem Machschen Prinzip kann man nicht von einer Bewegung eines Körpers bezogen auf einen absoluten Raum sprechen, sondern nur von Bewegungen in Bezug zu allen anderen Körpern des Universums. Insbesondere betrifft das die Definition von Inertialsystemen und die Wirkung von Trägheitskräften. Das Prinzip spielte eine Rolle bei der Entwicklung der allgemeinen Relativitätstheorie durch Albert Einstein, nach der die Krümmung der Raumzeit erst durch die in ihr liegende Materie und Energie bestimmt wird.
Die Aussage des Machschen Prinzips ist schwierig exakt zu formulieren, und in der Literatur werden eine Vielzahl verschiedener Fassungen des Machschen Prinzips aufgeführt, die sich zum Teil wesentlich unterscheiden.

## Newtons Eimer-Experiment und Machs Kritik

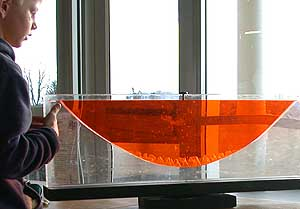
Parabelförmige Form der Grenzfläche zwischen zwei sich nicht mischenden Flüssigkeiten, die in Rotation versetzt wurden, unter Wirkung der vertikalen Gravitationskraft

Besonders Newton vertrat die Existenz des absoluten Raumes und einer absoluten Zeit und begründete sie in seinen Philosophiae Naturalis Principia Mathematica von 1687 (Buch I, Scholium) mit dem Eimer-Experiment. Man könne demnach immer nachweisen, ob das Wasser in einem Eimer sich um seine Rotationsachse relativ zu einem absoluten Raume drehe, da in diesem Fall die Oberfläche des Wassers ein Rotationsparaboloid aufgrund der Zentrifugalkräfte bilde, egal ob der Eimer selbst sich mitdrehe oder nicht.
Machs Einwand gegen dieses Gedankenexperiment ist, dass Newton den Einfluss der übrigen Materie des Universums auf das Wasser nicht berücksichtige. Newtons Experiment wäre nur in einem ansonsten leeren Universum von Bedeutung. Im realen Universum, in dem Materie vorhanden ist, sei statt einer Rotation relativ zu einem absoluten Raum, wie von Newton behauptet, nur eine Rotation bezogen auf die übrigen Himmelskörper für das Experiment von Bedeutung:

„Der Versuch Newton’s mit dem rotirenden Wassergefäss lehrt nur, dass die Relativdrehung des Wassers gegen die Gefässwände keine merklichen Centrifugalkräfte weckt, dass dieselben aber durch die Relativdrehung gegen die Masse der Erde und die übrigen Himmelskörper geweckt werden. Niemand kann sagen, wie der Versuch verlaufen würde, wenn die Gefässwände immer dicker und massiger, zuletzt mehrere Meilen dick würden. Es liegt nur der eine Versuch vor, und wir haben denselben mit den übrigen uns bekannten Thatsachen, nicht aber mit unsern willkürlichen Dichtungen in Einklang zu bringen.“

Beispielsweise bliebe demnach die Zentrifugalkraft bei der Bahnbewegung der Erde um die Sonne dieselbe, wenn Erde und Sonne ruhten und die Massen des Weltalls um das System Sonne-Erde rotierten.
Mit einer ähnlichen Überlegung kritisierte schon George Berkeley (De Motu 1721) Newtons Definition der Bewegung gegenüber einem absoluten Raum.
Den Einfluss rotierender Massen untersuchten im Rahmen einer Modifizierung der Newtonschen Theorie die Brüder Immanuel Friedlaender und Benedict Friedlaender. Einen Test, den Effekt der rotierenden Erde auf einen schnell rotierenden Kreisel festzustellen, unternahm August Föppl 1904.

## Machs Prinzip und die Allgemeine Relativitätstheorie
Das Prinzip wurde von Albert Einstein 1918 nach Ernst Mach benannt, der es 1883 in seinem Buch Die Mechanik in ihrer Entwickelung vertreten hatte. Das Machsche Prinzip war eine der Ideen, die Einstein bei der Entwicklung der allgemeinen Relativitätstheorie (ART) leiteten. Allerdings erwies sie sich später als nicht vereinbar mit einigen konkreten Formulierungen des Machschen Prinzips. So konstruierte Kurt Gödel 1949 eine Lösung der Gleichungen der ART mit einem rotierenden Universum, das das Machsche Prinzip in eklatanter Weise verletzte (Gödel-Universum), indes war es nicht realistisch und ermöglichte Zeitreisen. 1962 gaben Ozsvath und Engelbert Schücking eine endliche Version des Gödel-Universums an, in dem keine Zeitreisen möglich sind und die das Machsche Prinzip verletzt.
Es ist fraglich, ob andere Formulierungen des Machschen Prinzips mit der Relativitätstheorie vereinbar sind.
Ein Motiv für die Entwicklung der Brans-Dicke-Theorie war, über die Einführung eines zusätzlichen Skalarfeldes zum Metriktensor das Machsche Prinzip explizit einzubauen.
Albert Einstein sah eine Realisierung des Machschen Prinzips im Lense-Thirring-Effekt von 1918, was umstritten ist.
Auf der Basis relativistischer Gravitationstheorien (Birkhoff und Einstein) hat James C. Keith 1963 ein Experiment mit einer extrem schnell rotierenden Stahlkugel vorgeschlagen, welches insbesondere geeignet wäre, die Gültigkeit des Machschen Prinzips zu überprüfen. Experimentelle Ergebnisse hierzu aus den frühen 1970er Jahren scheinen die Annahmen von Keith zu bestätigen.